# کلاید کوساتسو
کلاید کوساتسو (انگلیسی: Clyde Kusatsu؛ زادهٔ ۱۳ سپتامبر ۱۹۴۸) یک هنرپیشه اهل ایالات متحده آمریکا است.

## گزیده فیلمشناسی
از فیلم‌ها یا برنامه‌های تلویزیونی که وی در آن نقش داشته‌است می‌توان به آثار زیر اشاره کرد.
- همگی در خانواده (۱۹۷۹-۱۹۷۱)
- فرودگاه ۱۹۷۵ (۱۹۷۴)
- میدوی (فیلم) (۱۹۷۶)
- یکشنبه سیاه (۱۹۷۷ فیلم) (۱۹۷۷)
- بچه فریسکو (۱۹۷۹)
- شهاب‌وار (فیلم) (۱۹۷۹)
- مبارزه (فیلم ۱۹۸۲) (۱۹۸۲)
- نگاهی به بیرون (۱۹۸۲)
- سورپرایز شانگهای (۱۹۸۶)
- پرنده‌ای روی سیم (فیلم) (۱۹۹۰)
- سلاح بی‌نقص (۱۹۹۱)
- اژدها: داستان بروس لی (۱۹۹۳)
- زبر و زرنگ‌ها! قسمت دوم (۱۹۹۳)
- ساخت آمریکا (۱۹۹۳)
- در خط آتش (۱۹۹۳)
- جاده بهشت (۱۹۹۷)
- گودزیلا (فیلم ۱۹۹۸) (۱۹۹۸)
- پای آمریکایی (فیلم) (۱۹۹۹)
- دکتر دولیتل ۲ (۲۰۰۱)
- کارآگاه آوازخوان (فیلم) (۲۰۰۳)
- ایالات متحده لیلاند (۲۰۰۳)
- جنایت در هالیوود (۲۰۰۳)
- پمپ‌بنزین (فیلم) (۲۰۰۴)
- پاپاراتزی (فیلم ۲۰۰۴) (۲۰۰۴)
- دختر فروشنده (۲۰۰۵)
- مترجم (فیلم) (۲۰۰۵)
- شایعه شده… (۲۰۰۵)
- عشق پیش می‌آید (۲۰۰۹)
- چهره عشق (۲۰۱۳)
- لحظه (فیلم ۲۰۱۳) (۲۰۱۳)
- چهل و هفت رونین (فیلم ۲۰۱۳) (۲۰۱۳)
- اتاق ۲۲۲ (۱۹۷۰)
- آیرونساید (مجموعه تلویزیونی) (۱۹۷۴)
- کریستی لاو را خبر کن! (۱۹۷۴)
- آلیس (مجموعه تلویزیونی) (۱۹۷۶)
- هاوایی فایو-او (۱۹۷۶)
- کارآگاه راکفورد (۱۹۷۷)
- لو گرانت (مجموعه تلویزیونی) (۱۹۷۷، ۱۹۸۲)
- دالاس (مجموعه تلویزیونی ۱۹۷۸) (۱۹۸۵)
- معجزه کوچک (۱۹۸۹)
- پیشتازان فضا: نسل بعدی (۱۹۸۹–۱۹۹۴)
- ضد جاسوسی (۱۹۹۶)
- پینکی و برین (۱۹۹۷)
- بال غربی (مجموعه تلویزیونی) (۲۰۰۰)
- راگرتز (۲۰۰۰)
- دنیای مالکوم (۲۰۰۰)
- روزهای زندگی ما (۲۰۰۳)
- جراحی پلاستیک (مجموعه تلویزیونی) (۲۰۰۳)
- هنوز وایسادیم (۲۰۰۴–۲۰۰۶)
- آواتار: آخرین بادافزار (۲۰۰۵)
- افسون‌شده (۲۰۰۶)
- مانک (۲۰۰۶)
- بوستون لیگال (۲۰۰۶)
- بخش فوریت‌های پزشکی (مجموعه تلویزیونی) (۲۰۰۷)
- چاک (مجموعه تلویزیونی) (۲۰۰۸)
- ان‌سی‌آی‌اس (۲۰۰۹، ۲۰۱۶)
- جسور و زیبا (۲۰۱۰–۲۰۱۲)
- مزخرفاتی که پدرم می‌گوید (۲۰۱۱)
- هاوایی فایو-زیرو (۲۰۱۱)
- نسبتاً قانونی (۲۰۱۱)
- پنگوئن‌های ماداگاسکار (۲۰۱۱)
- دختر جدید (مجموعه تلویزیونی) (۲۰۱۲)
- افسانه کورا (۲۰۱۲)
- بن و کیت (۲۰۱۳)
- داستان زندگی هوپ (۲۰۱۳)
- خانم وزیر (مجموعه تلویزیونی) (۲۰۱۷)